# 매기 심슨
마가렛 레니 "매기" 심슨(영어: Margaret Lenny "Maggie" Simpson)은 미국 텔레비전 시리즈 애니메이션 심슨 가족에 등장하는 캐릭터이다. 호머 심슨과 마지 심슨의 딸이며, 바트 심슨과 리사 심슨의 여동생이다. 나이는 1세이다. 심슨 가족의 막둥이인 매기는 언제나 고무 젖꼭지를 입에 물고 우물거린다. 작중 대사는 옹알이 외에 없으나, 등장비중은 높은 편에 속하며 특정 에피소드에서는 눈에 띄는 활약을 하기도 한다. 실수로 호머의 상사인 몽고메리 번즈를 총으로 쏘기도 하였으며 호머를 위협하는 팻 토니의 마피아를 산탄총으로 저격해 호머를 구해주기도 하였다.

## 전투력과 지능
바다에 빠진 호머를 혼자 해변으로 끌어올 정도로 힘이 강하고, 극장판 《심슨 가족: 더 무비》에서는 광대 크러스티가 자신의 침팬치인 티미에게 매기를 상대하라고 명령했을 때 우유병을 깨서 티미를 위협하기도 했다. 호머를 공격하려고 하는 팻 토니의 마피아 일당들을 산탄총으로 저격해 제압하거나 자신보다 더 큰 아기를 한 방에 때려눕히기도 했다. 리사가 매기랑 펜싱을 할 때 리사가 놀리자, 매기는 순식간에 리사를 제압하였다. 리사에 비해 지능이 높은 것으로 묘사되며 자기 이름을 쓰는 장면이 나오고, 호머에게 ME SAD 2(나도 슬퍼요.) 라고 적어서 보여주기도 하며, 리사의 방에서 색소폰을 불며 리사보다 더 음악에 재능있는 모습을 보여주었다.

## 질투
1살인 아기인데 비해서 강한 힘과 지능을 가지고 있지만, 이 때문에 리사의 질투를 산 에피소드가 있는 데, 매기의 아이큐가 리사보다 더 높게 나오자, 위기감을 느낀 리사는 매기에게 잘못된 단어를 가르치거나, 매기가 자신의 색소폰을 연주하자 색소폰을 바로 뺏어버리는 등 방해를 한다. 이후 리사는 자신의 잘못을 깨닫고 이내 매기에게 사과하는 것으로 에피소드가 마무리된다.